# EuroHockey Nations Challenge (Feld, Herren) 2009
Die EuroHockey Nations Challenge (Feld, Herren) 2009 war die dritte Auflage der "C-EM". Sie fand vom 25. bis 31. Juli in Zagreb (Division I) bzw. in Bratislava (Division II) statt. Die beiden Finalisten Ukraine und Schweden stiegen in die "B-EM" auf. Gibraltar stieg in die Division I auf, Dänemark stieg in die Division II ab.

## Division I

### Vorrunde

#### Gruppe A
| Rang | Land          | Tore | Punkte |
| ---- | ------------- | ---- | ------ |
| 1    | Aserbaidschan | 5:2  | 4      |
| 2    | Portugal      | 5:3  | 4      |
| 3    | Dänemark      | 5:10 | 0      |

| Aserbaidschan | – | Portugal | 0:0 |
| Aserbaidschan | – | Dänemark | 5:2 |
| Dänemark      | – | Portugal | 5:3 |

#### Gruppe B
| Rang | Land      | Tore | Punkte |
| ---- | --------- | ---- | ------ |
| 1    | Ukraine   | 11:0 | 9      |
| 2    | Schweden  | 12:3 | 6      |
| 3    | Kroatien  | 3:9  | 1      |
| 4    | Slowenien | 2:16 | 1      |

| Ukraine   | – | Schweden  | 2:0 |
| Kroatien  | – | Slowenien | 2:2 |
| Schweden  | – | Slowenien | 8:0 |
| Kroatien  | – | Ukraine   | 0:3 |
| Schweden  | – | Kroatien  | 4:1 |
| Slowenien | – | Ukraine   | 0:6 |

### Platzierungsspiele

#### Gruppe C
Die Gruppe wurde aus Dänemark(3. A), Kroatien (3. B) und Slowenien (4. B) gebildet. Das Spiel Kroatien gegen Slowenien aus Vorrunde ging in die Wertung ein.
| Rang | Land      | Tore | Punkte |
| ---- | --------- | ---- | ------ |
| 5    | Kroatien  | 7:6  | 4      |
| 6    | Slowenien | 6:5  | 4      |
| 7    | Dänemark  | 7:9  | 0      |

| Dänemark | – | Kroatien  | 4:5 |
| Dänemark | – | Slowenien | 3:4 |

### Halbfinale
Aserbaidschan 4:4, 3:4 n. Siebenmetern  Schweden
 Portugal 1:7  Ukraine

### Spiel um Platz 3
Portugal 2:1  Aserbaidschan

### Finale
Ukraine 3:0  Schweden

## Division II
| Rang | Land         | Tore  | Punkte |
| ---- | ------------ | ----- | ------ |
| 1    | Gibraltar    | 22:9  | 16     |
| 2    | Slowakei     | 16:10 | 9      |
| 3    | Bulgarien    | 7:14  | 5      |
| 4    | Griechenland | 7:19  | 4      |

| Gibraltar    | – | Griechenland | 3:2 |
| Slowakei     | – | Bulgarien    | 1:0 |
| Grönland     | – | Bulgarien    | 1:2 |
| Slowakei     | – | Gibraltar    | 1:4 |
| Gibraltar    | – | Bulgarien    | 6:2 |
| Griechenland | – | Slowakei     | 0:7 |
| Griechenland | – | Gibraltar    | 0:4 |
| Bulgarien    | – | Slowakei     | 0:3 |
| Bulgarien    | – | Griechenland | 1:1 |
| Gibraltar    | – | Slowakei     | 3:2 |
| Bulgarien    | – | Gibraltar    | 2:2 |
| Slowakei     | – | Griechenland | 2:3 |